# Willem Frederik Stoel
Willem Frederik Stoel (Alkmaar, 3 december 1869 - Alkmaar, 25 april 1931) was een Nederlands waterbouwkundige. 

## Begin van zijn loopbaan
Hij was de zoon van de oprichter van de Alkmaarse bouwstoffenhandel W.F. Stoel. In 1885 ging hij studeren aan de Polytechnische School te Delft, waar hij in 1889 het diploma civiel ingenieur haalde. In 1888 werkte hij in de vakantie als praktikant bij de Hondsbossche Zeewering en in 1889 bij dijksbouw bij Gorinchem. Hij was een studiegenoot van Nicolaas Hendrik Nierstrasz. In mei 1890 kwam hij als aspirant in dienst bij Rijkswaterstaat. Hij begon in Maassluis en werd in 1892 als ingenieur derde klasse overgeplaatst naar Goes.
In 1898 maakt hij samen me collega Du Croix een studiereis naar Denemarken en Pruissen om stoomponten te bekijken in verband met mogelijke toepassing bij het Noordzeekanaal. Hier wordt ook aan gerefereerd in een artikel van ir. Enno van Gelder over dit onderwerp.
In 1901 wordt hij bevorderd tot ingenieur 2e klasse, in 1908 ingenieur 1e klasse. In 1905 was hij belast met de werken van de verbetering van de Overijsselse Vecht. In 1909 wordt hij de arrondissementsingenieur in Brielle.

## Bij de Algemene Dienst van Rijkswaterstaat
In 1917 werd hij hoofdingenieur bij de Algemene Dienst van Rijkswaterstaat. In die functie heeft hij in veel commissies de belangen van Rijkswaterstaat behartigd. Zo is in 1917 een staatscommissie ingesteld om de problemen bij de stormvloed an 1916 in de regio Rotterdam te onderzoeken (Staatscommissie in zake buitengewoon hooge waterstanden op den Rotterdamschen Waterweg), en is Stoel benoemd als secretaris van die commissie.
In 1918 werd een staatscommissie ingesteld "aan welke wordt opgedragen in bijzonderheden na te gaan, of de oprichting van een sleeptank in Nederland mogelijk en noodzakelijk is en c.q. op welke wijze de totstandkoming en de exploitatie van zoodanige inrichting van Staatswege behoort te geschieden, onder gehoudenheid, bij haar onderzoek rekening te houden met de mogelijkheid, dat naast de bedoelde inrichting op practische wijze andere inrichtingen kunnen worden gesticht ten dienste van doeleinden, als daar zijn de bestudeering van vraagstukken op waterloopkundig en ærodynamisch gebied." Ook hier werd Stoel in benoemd om de belangen van Rijkswaterstaat te behartigen.
In 1918 werd door minister Lely de Staatscomissie Lorentz (Staatscommissie Zuiderzee) ingesteld om te onderzoeken of de aanleg van de Afsluitdijk tot onverantwoorde waterstanden in Friesland zou leiden. Stoel is in deze commissie benoemd als secretaris. Hij is in dat jaar ook benoemd in de Rijkscommissie voor Graadmeting en Waterpassing.
In 1920 werd hij samen met Cornelis Lely en Johan Ramaer benoemd in de commissie van toezicht op de Geologische Dienst. Dat jaar is hij ook benoemd tot hoofdingenieur-directeur van de Algemene Dienst bij Rijkswaterstaat.
In 1924 was hij lid van de commissie die een reorganisatie van de Rijkswaterstaat moest beoordelen.
In 1927 werd het Waterbouwkundig Laboratorium bij de TU Delft opgericht. Omdat het niet handig was om dit laboratorium als een dienst van de TU te laten functioneren is in 1933 de Stichting Waterbouwkundig Laboratorium opgericht met in het bestuur o.a. de Rijkswaterstaat. Stoel is daar toen de secretaris van geworden. In 1933 is hij ook met pensioen gegaan bij de Rijkswaterstaat.

## Erkenning
In 1923 werd hij benoemd tot Ridder in de Orde van de Nederlandsche Leeuw. In 1932 werd hij (postuum) benoemd tot Commandeur in de Kroonorde van België.